# Twierdza: Królestwa
Twierdza: Królestwa (ang. Stronghold Kingdoms) – strategiczna gra czasu rzeczywistego MMO bazująca na modelu free-to-play. Została wyprodukowana i wydana przez Firefly Studios 17 października 2012 na platformę Windows, a 19 stycznia 2015 na platformę macOS. Producent poinformował, że w planach znajduje się wydanie wersji gry na systemy mobilne – Android i iOS.

## Rozgrywka
Rozgrywka opiera się na schemacie ustalonym przez poprzednie części serii Twierdza, pod tym względem przypomina najbardziej pierwszą część. Gracz rozwija swoje królestwo, budując tartaki, kamieniołomy, sady, kopalnie, słowem wszystko, dzięki czemu zamek może dobrze i sprawnie funkcjonować. Nie należy również zapominać o wojsku i fortyfikacjach, bowiem dzięki nim można skutecznie odpierać ataki wrogów. Wprowadzono jednak kilka zasadniczych zmian i przystosowano ją do rozgrywki przez Internet – gra nie jest już klasycznym RTS-em. W Stronghold Kingdoms walka ukierunkowana jest na rozgrywkę wieloosobową przeciwko innym graczom. W zdobyciu przewagi nad nimi pomagają różne mechanizmy, np. szpiegostwo, handel czy przede wszystkim dyplomacja. Dzięki niej można dołączać do różnych ugrupowań, zawierać sojusze, zrywać je itd., a działania te mogą podnieść lub obniżyć poziom prestiżu na arenie międzynarodowej. Gra bazuje na modelu mikropłatności – jest darmowa, ale za niektóre rzeczy, bonusy czy urozmaicenia trzeba zapłacić realnymi pieniędzmi.

## Odbiór gry
Twierdza: Królestwa zdobyła w większości pozytywne recenzje, uzyskując według agregatora Metacritic średnią ocen 75/100 i 81% według GameRankings. Emmanuel Brown z serwisu GameWatcher przyznał grze ocenę 8,5/10, doceniając ciekawą rozgrywkę i możliwość grania bez opłat.